# Ренкюм (село)
Ренкюм (нід. Renkum) — село в нідерландській провінції Гелдерланд. Адміністративний центр муніципалітету Ренкюм.

## Визначні уродженці
- Ксан де Ваард (1995) — нідерландська хокеїстка на траві, срібна призерка Олімпійських ігор 2016

## Галерея

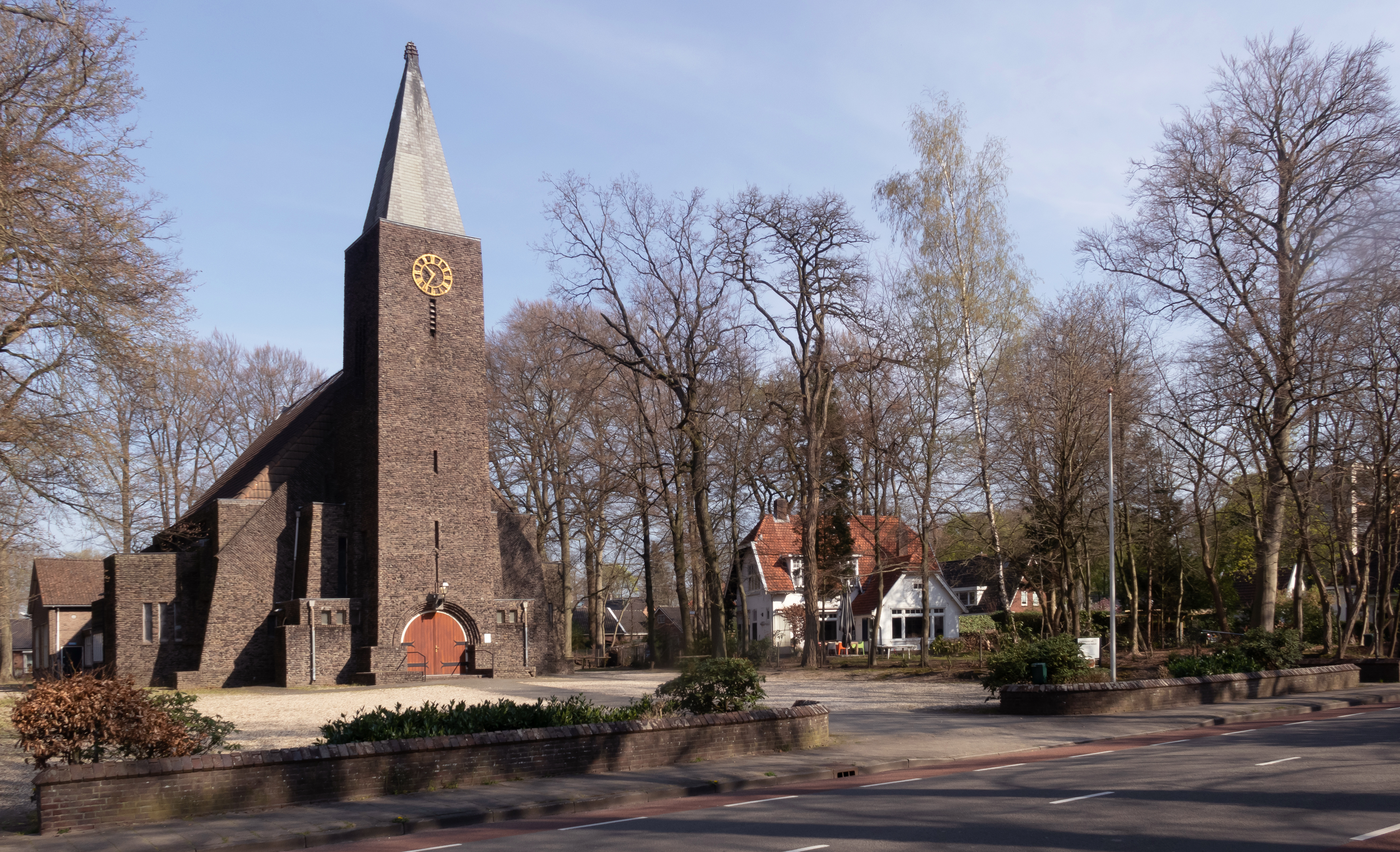
Реформістська церква в селі